# Hồng Quang, Lâm Bình
Hồng Quang là một xã thuộc huyện Lâm Bình, tỉnh Tuyên Quang, Việt Nam.

## Địa lý
Xã Hồng Quang nằm ở phía tây nam huyện Lâm Bình, có vị trí địa lý:
- Phía đông giáp các xã Bình An, Thổ Bình và Minh Quang
- Phía tây giáp tỉnh Hà Giang
- Phía nam giáp huyện Chiêm Hóa
- Phía bắc giáp xã Bình An và tỉnh Hà Giang.

Xã có diện tích 58,82 km², dân số năm 2011 là 3.371 người, mật độ dân số đạt 57 người/km².

## Hành chính
Xã Hồng Quang được chia thành các thôn xóm: Nà Nghè, Bản Tha, Khuổi Xoan, Thượng Minh, Lung Luông, Thẳm Hon, Bản Luông, Nà Chúc.

## Lịch sử
Trước đây, xã Hồng Quang thuộc huyện Chiêm Hóa.
Ngày 28 tháng 1 năm 2011, Chính phủ ban hành Nghị quyết số 07/NQ-CP. Theo đó, chuyển toàn bộ 5.881,66 ha diện tích tự nhiên và 3.371 người của xã Hồng Quang về huyện Lâm Bình mới thành lập.